# Wladislaw von Szeliga-Mierzeyewski

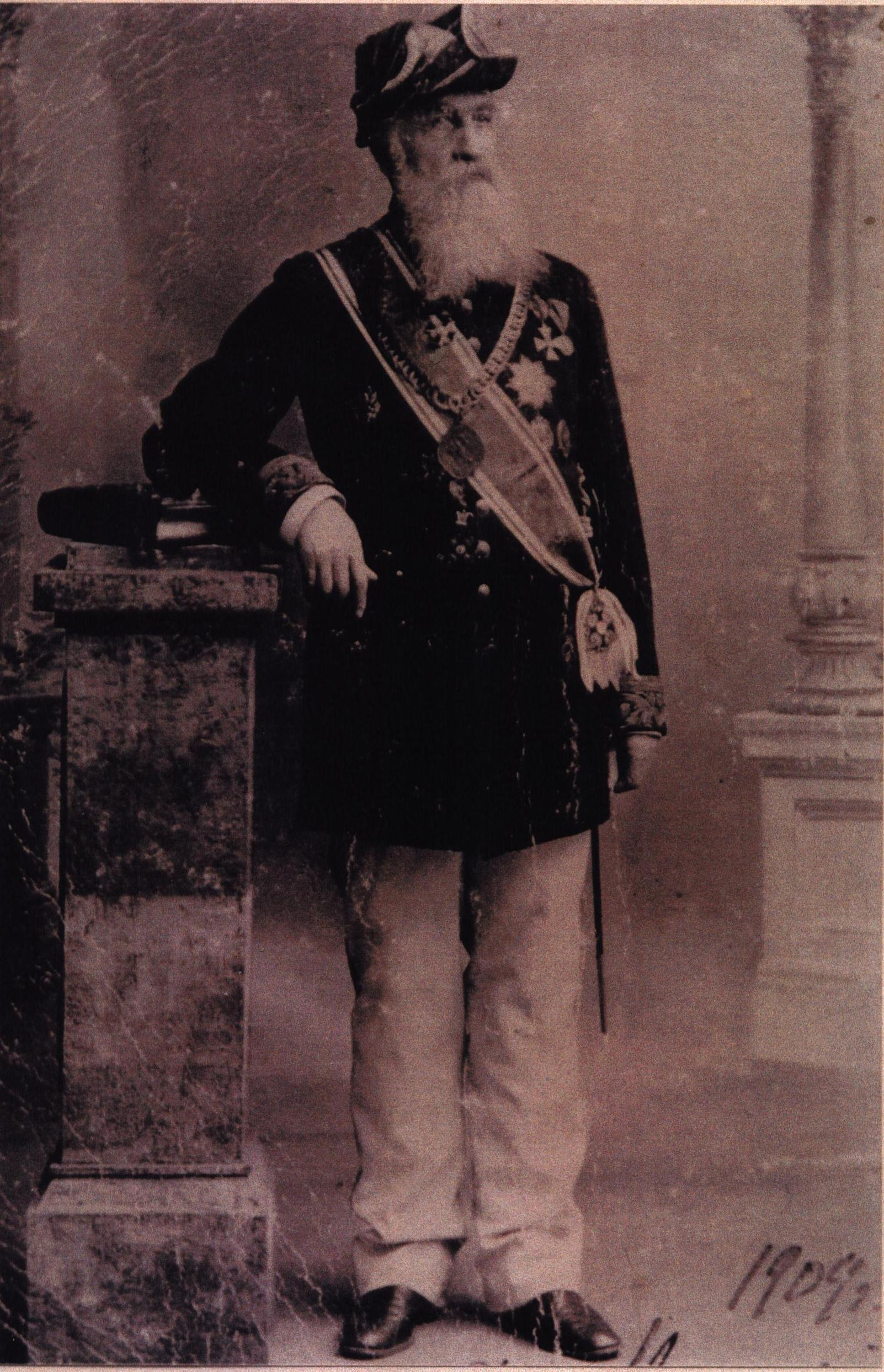
Wladislaw von Szeliga-Mierzeyewski (1909)

Wladislaw Laurentius von Szeliga-Mierzeyewski, Władysław Wawrzyniec Mierzejewski (ros. Владислав-Лаврентий Осипович [Лаврентий] Шелига-Мержеевский, ur. 10 sierpnia?/22 sierpnia 1841 w Sciepkowie w guberni witebskiej, zm. 13 marca?/26 marca 1918 w majątku Tickhof, Karja) – rosyjsko-estoński lekarz polskiego pochodzenia, specjalista ginekologii i medycyny sądowej, rzeczywisty radca stanu.

## Życiorys
Pochodził z polskiej rodziny Mierzejewskich herbu Szeliga. Jego rodzicami byli Józef Mierzejewski (1804–1888) i Katarzyna z Bokszańskich (1816–1900). Ukończył gimnazjum w Witebsku w 1858 roku. Następnie studiował na Akademii Medyko-Chirurgicznej w Sankt Petersburgu, studia ukończył w 1864 roku. Potem przez trzy lata był asystentem w klinice położniczej u Edwarda Antoniego Krassowskiego. Kolejne dwa lata spędził na podroży naukowej po krajach europejskich, studiował medycynę sądową w Berlinie, Paryżu, Londynie, Wenecji, Wiedniu i Warszawie. W 1871 otrzymał tytuł doktora medycyny i został Privatdozentem w zakładzie medycyny sądowej w Petersburgu, którym kierował wtedy Eugeniusz Pelikan. Napisał wówczas podręcznik ginekologii sądowej Sudiebnaja ginekołogja (Petersburg, 1878), za którego sprawą uważany jest za pioniera ginekologii sądowej w Rosji. Był też jednym z tłumaczy na rosyjski podręcznika patologii sądowej autorstwa Johanna Ludwiga Caspra.
Od 1876 prowadził prywatny zakład przyrodoleczniczy „Roomassaare” w Kuressaare na wyspie Sarema. Lecznica była popularna wśród zamożnych pacjentek z Petersburga, Tallinna i Rygi, a dochód pozwolił Mierzeyewskiemu na zakup majątku Tickhof.
Był kawalerem Orderu św. Stanisława I klasy.
Zmarł po kilkuletniej chorobie, pochowany jest na cmentarzu w Kudjape.
Po jego śmierci w 1918 lecznicę prowadził syn Gonzago. W 1941 pożar zniszczył zabudowania zakładu, obecnie w tym miejscu znajduje się park miejski i kamień z pamiątkową tablicą.
Ożenił się 21 kwietnia 1876 w Sankt Petersburgu z Auguste Jeanne Petit de Sancerre (1855–1916). Z tego związku urodziło się dwóch synów: Wladislaus Eugen von Szeliga-Mierzeyewski (1882–1959) i Gonzago von Szeliga-Mierzeyewski (1884–1966).

## Wybrane prace
- Дело мещанки Матрены Богдановой, обвиняемой в покушении на детоубийство. Архив судебной медицины и общественной гигиены II, С. 72–81, 1869
- Перечень уголовных дел, разбиравшихся при закрытых дверях в С.-Петербургском окружном суде. Архив судебной медицины и общественной гигиены II, С. 73–86, 1869
- Судебно-медицинское исследование девственной плевы. Материалы к вопросу о растлении. Архив судебной медицины и общественной гигиены (1871)
- Sudiebno medicinskoje izsledowanje diewstwiennoj plewy. Materiały k woprosu o rastlenii s 2 chromolitograficzeskimi tablicami risunkow (Судебно-медицинское исследование девственной плевы. Материалы к вопросу „о растлении”). Санкт-Петербург: печ. В.И. Головина, 1871
- Badania nad błoną dziewiczą (hymen). Gazeta Lekarska 12, ss. 33–42; 69; 103; 136; 150; 184–188 (1872)
- Badania nad błoną dziewiczą, dokonane przez Dra Med... Materyał do rozstrzygnięcia kwestyj sądowo-lekarskich "o zgwałceniu", z 40 rysunkami, pomieszczonymi na 2 chromolit. tablicach, podał Tadeusz Żłobikowski. Odbitka z Gazety lekarskiej. Warszawa, Gebethner i Wolff, druk Gazety Lekarskiej, 1872; ss. 29
- Обвинение в изнасиловании 18-летней девушки (1872)
- Каспер И. Л. Практическое руководство к судебной медицине//Сборник сочинений по судебной медицине, судебной психиатрии и т. д. Приложение. -СПб., 1872. -Т. 2-3; 1873. -Т. 1-3; 1874. -Т. 1-3; 1875. -Т. 1-3; 1876. -Т. 1-3; 1877. -Т. 1; 1878. -Т. 2.
- Fistule vésico-vaginale, situee au fond du vagin rétréci, opérée avec succès. Annales de gynécologie 4 ss. 141-145 (1875)
- Аренсбург на острове Эзель. Целебная морская грязь. СПб, 1877
- Sudiebnaja ginekołogja (Судебная гинекология: Руководство для врачей и юристов). Санкт-Петербург: Б.Г. Янпольский, 1878
- Ueber die Wirkung der warmen Schlammbäder in Arensburg, ihre Indication und Contraindication. St. Petersburger medicinische Wochenschrift 4, ss. 71-74 (1879)
- Recherches sur les lymphatiques de la couche sous-séreuse de l'utérus. Journal de l'anatomie et de la physiologie normales et pathologiques de l'homme et des animaux 15, ss. 201-224, 1 pl., 1879
- К вопросу о причинах смерти при повешении (1882)
- Судебно-медицинская экспертиза по делу Сарры Стер Беккер (1884)
- Убийство или смерть от случайного падения в колодец (1884)
- Der Einfluss der Arensburger Moorbäder auf die Körpermetamorphose. St. Petersburger medicinische Wochenschrift 2, ss. 137; 147 (1885)
- Проект организации санитаров для борьбы с холерой и дешевых дезинфекционных камер. Санкт-Петербург: тип. М-ва вн. дел, 1892
- Грязелечебница "Ромассар" в г. Аренсбурге. Доклад V отделению Русского общества охранения народного здравия 24 апреля 1898 г. СПб, 1898
- Грязелечебница "Ромасаар" : путеводитель на грязи и морские купанья в Аренсбурге. Warszawa: Kowalewski 1914